# Humania
Humania é o quarto álbum da banda de rock japonesa Nico Touches the Walls depois de apenas nove meses desde o lançamento de seu álbum anterior: Passenger. Lançado em 07 de dezembro de 2011, o álbum teve sucessos como "Te Wo Tatake" (single lançado em agosto), "Endless Roll", a música tema do filme Switch wo Osu Toki, e "Bicycle", apresentado no drama 11 Nin mo iru !.

## Lançamento e recepção
"Humania" foi lançado em 7 de dezembro de 2011 em duas edições: regular e limitada, esta com dois discos (CD + DVD). O DVD que vem com a edição limitada tem uma sessão acústica completa ao vivo intitulada: NICO Touches the Walls Acoustic Sessions 〜akotachi to yonde mite〜.
Alcançou a décima posição nas paradas da Oricon Albums Chart.

## Videoclipes
Três clipes foram lançados do álbum: O primeiro foi Te Wo Tatake, lançado em 13 de julho. No vídeoclip, a banda está tocando os seus instrumentos, enquanto eles estão suspensos no ar como marionetes. Foi um dos vídeoclips mais animados com eles e mais coloridos, lembrando de Hologram.
O videoclip de "Endless Roll" foi lançado em 7 de setembrode 2011. Apenas uma versão curta com um minuto de duração foi carregada no youtube. Apesar do lançamento em vídeo, Endless Roll permanece inédito para muitos fãs. Seu próximo lançamento foi "bicycle" em 9 de novembro de 2011. 40 segundos da música vazaram no Youtube. Em 11 de novembro, um vídeo da música "bicycle" foi lançado e exibido pela primeira vez na TV japonesa. Mais tarde, o PV também foi carregado no youtube, mas apenas para os espectadores japoneses. O vídeo da música mostra a banda em imagens em movimento, enquanto cantava a canção em um grande campo vazio onde a câmera se move como uma bicicleta ao seu redor.

## Turnês
Para promover o álbum, a banda anunciou uma turnê nacional que terá início em janeiro de 2012, chamada "Tour Humania 2012".
A turnê 10-stop começou no Yokohama Blitz em 13 de janeiro e encerrou no Zepp Sendai em 25 de fevereiro. Informações de bilhetes pré-encomendas foram incluídos no seu single "Te Wo Tatake"., lançado em 17 de agosto.

## Faixas
| N.º            | Título                                     | Duração |  |
| 1.             | "Heim"                                     | 1:36    |  |
| 2.             | "Shōtotsu" (衝突)                          | 4:07    |  |
| 3.             | "Bicycle" (バイシクル)                     | 4:40    |  |
| 4.             | "Carousel" (カルーセル)                    | 4:26    |  |
| 5.             | "Kyokutou ID" (極東ID)                     | 4:08    |  |
| 6.             | "Koi o shiyou" (恋をしよう)                | 5:22    |  |
| 7.             | "Endless roll"                             | 5:01    |  |
| 8.             | "Gō" (業々)                                | 3:19    |  |
| 9.             | "Demon (Is There?)"                        | 5:35    |  |
| 10.            | "Te Wo Tatake" (手をたたけ)                | 4:18    |  |
| 11.            | "Te Wo Tatake (NICO edition)" (手をたたけ) | 4:28    |  |
| Duração total: | Duração total:                             | 47:04   |  |

### Edição Limitada (Disco 2, DVD)
| N.º | Título | Duração |  |
| 1.  | "NICO Touches the Walls Acoustic Sessions ~Akotachi to Yonde Mite☆~" (NICO Touches the Walls Acoustic Sessions～アコタッチと呼んでみて☆～) |         |  |

## Músicos
- Tatsuya Mitsumura (光村龍哉) – vocais, guitarra
- Daisuke Furumura (古村大介) – guitarra
- Shingo Sakakura (坂倉心悟) – baixo
- Shotaro Tsushima (対馬祥太郎) – bateria